# ハミダシクリエイティブ
『ハミダシクリエイティブ』（英: HAMIDASHI CREATIVE）は、まどそふとより2020年9月25日に発売された18禁美少女アドベンチャーゲーム。公式略称は「ハミクリ」。
まどそふとが開発した前作『ラズベリーキューブ』ではマップ選択式を採用していたが、本作は前々作『ワガママハイスペック』等の一般的なADV同様に選択肢にてルート分岐するシステムとなっている。
家庭用ゲーム機向けとして、Nintendo Switch版とPlayStation 4版が2021年6月24日にiMelから発売された。
各ヒロインによるASMR（音声作品）が販売されている。
2022年11月25日に、続編の「ハミダシクリエイティブ凸」（英: Hamidashi Creative Totsu）が発売された。
2025年4月25日にハミダシクリエイティブRe:Re:callが発売。

## ストーリー
日陰の存在として教室でひっそりと過ごしていた和泉智宏は、ある日、学園側が実施したくじ引きにより次期生徒会長に選ばれ、突然注目の的となる。智宏は仲間を集めようと顧問に相談するが、顧問から紹介された役員候補の女子学生はいずれも不登校の状態にあった。前途多難な中、智宏は活動を開始する。そこへ、しばらく姿を消していた前会長の鎌倉 詩桜が登場する。実は詩桜は有名な小説家であり、引継ぎをせぬまま取材旅行へ行っていたことが判明する。

## 登場人物
併記している担当声優は、左がWindows版で右がコンシューマ版およびテレビアニメ版。

### 主人公
和泉 智宏（いずみ ともひろ）
主人公。自他ともに認める日陰者だったが、生徒会長に選任され突如脚光を浴びる。

### 「ハミクリ」からのメインヒロイン
和泉 妃愛（いずみ ひより）
声 - 柳ひとみ / 戸田めぐみ（テレビアニメ、コンシューマー）
智宏の妹。兄を甘やかすことに生きがいを感じており、兄の世話ができないと調子がくるってしまう。
子役出身の人気声優として活動し、家計を支える。
常磐 華乃（ときわ かの）
声 - 秋野花 / あさみほとり（テレビアニメ、コンシューマー）
智宏のクラスメイト。クラスに転入してきたばかりの2日目から不登校になる。たこ焼きが好物。
人気イラストレーターで、ソーシャルゲームの仕事などを行っている。また、妃愛のファンでもある。
錦 あすみ（にしき あすみ）
声 - 紬雪乃 / つむぎゆきの（テレビアニメ、コンシューマー）
智宏の後輩。不登校中だが、智宏がコンビニを訪れた際に出会う。肉まんが好物。
人気VTuber「雪景シキ」として活動しており、歌唱力にも定評がある。
鎌倉 詩桜（かまくら しお）
声 - 浜辺実雨 / 堀場美希（テレビアニメ、コンシューマー）
前生徒会長。高いカリスマ性がある一方で、会長在任時には役員全員をクビにするという暴挙も働いている。
小説家として活動し、自身の経験を作品に反映させている。

### 「ハミクリ凸」からメインヒロインに昇格したヒロイン
竜閑 天梨（りゅうかん あめり）
声 - 歩サラ/ 岡本理絵（テレビアニメ、コンシューマー）
智宏のクラスメイトで、クラスカーストの最上位に君臨する。
読者モデルとして人気を博す一方で、友達付き合いの悩みを抱えている。

### その他の登場人物

#### 「ハミクリ」から登場
和泉 里（いずみ みり）
声 - あじ秋刀魚 / 前田恵（コンシューマーのみ）
智宏の従姉で、智宏のクラス担任および生徒会顧問も務めている。
学生時代に読者モデルをしており、その美貌で男子学生たちを魅了している。
新川 広夢（しんかわ ひろむ）
声 - 小波すず / 藤沢れい香（コンシューマーのみ）
智宏のクラスメイトで、智宏に親しく話しかけてくる数少ない人物の一人。
男子だが女子のような可愛らしい顔立ちをしている。
聖 莉々子（ひじり りりこ）
声 - 夏樹柑菜 / 笹本菜津枝（コンシューマーのみ）
お嬢様校として知られる百合ヶ峰学園の生徒会長。
相手を見下すような話し方などにより学生たちから恐れられる。詩桜をライバル視している。

#### 「ハミクリ凸」から登場
神田 柑凪（かんだ かんな）
声 - 七種結花
飯田 伊々奈（いいだ いいな）
声 - 飴川紫乃

## 主題歌
「Unreal Creation!」
櫻川めぐによるオープニングテーマ。作詞はstel、作曲・編曲は堀江晶太。
「一冊のアロー」
櫻川めぐによる凸オープニングテーマ。作詞・作曲・編曲は堀江晶太。

## 開発
ディレクターのもじゃすびいは、本作のテーマについて「　『不登校』×『クリエイティブ』」としている。
本作には、Vtuberとして活動しているキャラクターも含まれており、このことについてもじゃすびいは、「（VTuberそれ自体ではなく）VTuberを題材としたキャラクターを作るというのは、実は結構独特な作業になるんですね。VTuberとエロゲヒロインの間に横たわる細く深い溝にいったい誰がいつ向き合うのだろう、といったことも感じました。」と2020年9月のテックジャイアンとのインタビューの中で振り返っている。

### キャスティング
ヒロインのひとりである常盤 華乃には、まどそふと作品初出演となる秋野花がオーディションで起用された。秋野はオーディションに参加した理由として、華乃のオタク気質なところや、クリエイターとしての目線を持っているところに親近感がわいた点を挙げており、実際演じていて楽しかったとも振り返っている。

## 反響

### WEB体験版に対する反響
ディレクターのもじゃすびいは、9月のインタビューの中で、前月に公開されたWEB体験版について「Macintoshユーザーやスマートフォンユーザーの方にもお楽しみいただいているようで、まどそふと側も全体的に好感触を掴んでいます。」と話している。

### 売り上げ
Getchu.comの2020年セールスランキングで4位を獲得した。

### 人気投票
月間げっちゅ投票「このゲームはプレイしとけ！」2020年9月発売タイトル2位を獲得した。
萌えゲーアワード2020の年間ランキング2位を獲得した。

## テレビアニメ
2023年6月30日から8月28日にかけてアニメ化のためのクラウドファンディングを実施した結果、制作が決定した。5分尺のショートアニメとして、2024年10月から12月まで放送された。

### スタッフ
- 原作 - まどそふと[5]
- キャラクター原案 - 宇都宮つみれ[5]
- 総監督・音響監督 - ひらさわひさよし[5]
- 監督・絵コンテ - 深瀬重[5]
- シリーズ構成 - 有栖洸一[5]
- キャラクターデザイン・総作画監督 - 中野圭哉[5]
- 脚本 - 有栖洸一[5]、甲木順之助[5]
- 衣装デザイン - 一ノ瀬結梨[5]
- 色彩設計 - 入江鯉[5]
- 美術監督 - グエン・クイ・アン・トゥー[5]
- 撮影監督 - 笠原萌笑[5]
- アニメーション制作 - ハヤブサフィルム[5]
- 製作 - 千玉学園生徒会

### 主題歌（テレビアニメ）
「はよ、New World.」
櫻川めぐによる主題歌。作詞・作曲・編曲は堀江晶太。

### 各話リスト
| 話数   | サブタイトル                           | 初放送日       |
| ------ | -------------------------------------- | -------------- |
| 第1話  | たこ焼きクリエイティブ                 | 2024年 10月4日 |
| 第2話  | 白鳥は画面のむこう側でうんたらかんたら | 10月11日       |
| 第3話  | 800SP募集くらいのやつ                  | 10月18日       |
| 第4話  | 戦うな                                 | 10月25日       |
| 第5話  | アメリア・ブルマー女史に捧ぐ           | 11月1日        |
| 第6話  | おでんに塩かける？                     | 11月8日        |
| 第7話  | 初心者は装備を大切にね！               | 11月15日       |
| 第8話  | 相州兵乱記                             | 11月22日       |
| 第9話  | 鎌倉街道を右に                         | 11月29日       |
| 第10話 | ハミダシハイスペック                   | 12月6日        |
| 第11話 | 兄妹ぼっち                             | 12月13日       |
| 第12話 | 焼き肉クリエイティブ                   | 12月20日       |

### 放送局
| 放送期間                  | 放送時間                     | 放送局     | 対象地域 | 備考                      |
| ------------------------- | ---------------------------- | ---------- | -------- | ------------------------- |
| 2024年10月4日 - 12月20日  | 金曜 1:00 - 1:05（木曜深夜） | TOKYO MX   | 東京都   |                           |
| 2024年10月7日 - 12月23日  | 月曜 1:00 - 1:05（日曜深夜） | サンテレビ | 兵庫県   |                           |
|                           | 月曜 1:50 - 1:55（日曜深夜） | テレビ愛知 | 愛知県   |                           |
| 2024年10月8日 - 12月24日  | 火曜 23:55 - 水曜 0:00       | KBS京都    | 京都府   |                           |
| 2024年10月11日 - 12月27日 | 金曜 20:23 - 20:30           | AT-X       | 日本全域 | CS放送 / リピート放送あり |